# 葛贤

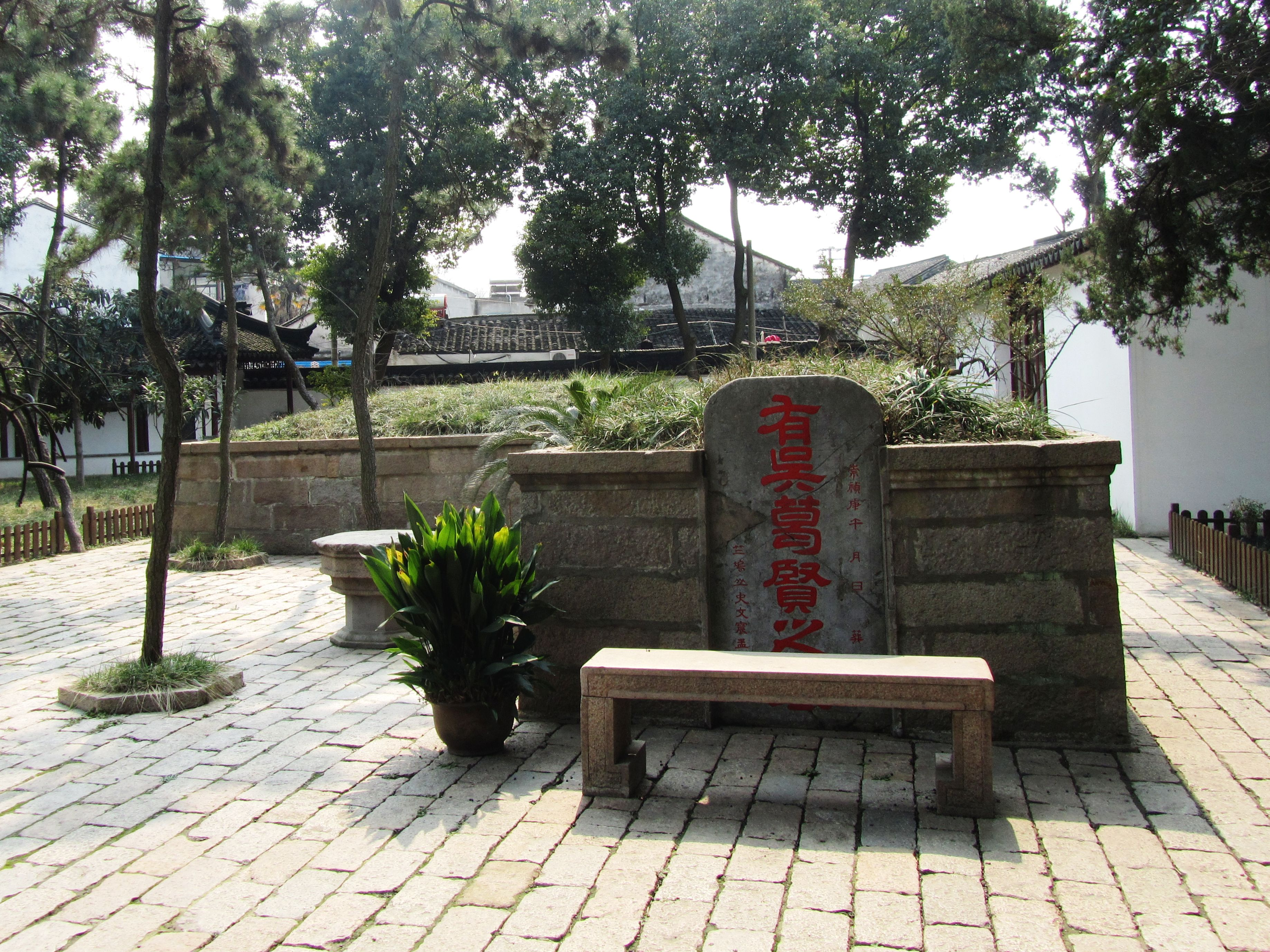
苏州山塘街葛成墓

葛贤（1568年—1630年），本名葛成，尊称葛贤、葛将军、葛道人，苏州人，明朝反税监领袖。
本是织工。万历二十九年（1601年）税监孙隆加重捐税，机户被迫停工，织工失业。葛贤率领众人，击毙孙隆属下黄建节，包围税监衙门，要求停税。孙隆逃到杭州。事后葛贤挺身投案，蘇州知府朱燮元竭力说服上级，不仅免去葛成的死刑，而且不旁及一人，苏州百姓礼称其为义士。
 大明神宗显皇帝实录卷之三百六十，抄本第2页记载：“苏州民葛诚等，缚税官六七人，投之于河，且焚宦家之蓄税棍者，太守朱燮元抚定之。”，此处记载为葛诚，应是传抄错误，其他史料和墓志铭记载均为葛成。
万历四十一年（1613年），葛贤出狱。葛贤死后，葬在虎丘五人墓旁，称之为六义士墓。

### 引用
1. ↑  .   [2012-12-04]. （原始内容存档于2020-08-18）.
2. ↑  .   [2024-12-30]. （原始内容存档于2024-12-30）.

### 书籍
- 《上下五千年》